# 董光甲
董光甲（1786年—1852年），字冠一，直隸省河間府河間縣（今河北省河間縣）人，清朝軍事將領，同武進士出身。
嘉慶十四年（1809年），登己巳恩科三甲武進士。以營守備，分發河南。嘉慶十八年（1813年），隨剿滑縣、濬縣白蓮教反清民軍。嘉慶二十四年（1819年），授撫標左營守備。道光十一年，任光州營都。道光十六年，任鄧新營遊擊。
道光十八年，升衛輝營參將，道光二十六年，授撫標中軍參將，護理河北鎮總兵。道光二十七年，任荊子關協副將。咸豐元年（1851年），升任河北鎮總兵。在與太平軍交戰中，跟從向榮攻打永安后在古束、龍寮嶺等地交戰，在黃茆嶺陣亡，贈提督，予騎都尉兼雲騎尉世職，諡勇烈，入祀昭忠祠。《清史稿》有傳。